# 爱德华多·尤迪·桑托斯
爱德华多·尤迪·桑托斯（葡萄牙語：Eduardo Yudy Santos，1994年10月25日—），生于日本茨木市，巴西男子柔道运动员，2019年世界柔道锦标赛混合团体铜牌得主、2021年世界柔道锦标赛混合团体铜牌得主。